# Diego de Ordaz
Diego de Ordaz (Zamora, 1480 circa – foci dell'Orinoco, 1532 circa) è stato uno dei luogotenenti di Hernán Cortés durante la conquista dell'impero azteco nel 1519.

## Biografia
Si distinse per aver scalato il vulcano Popocatépetl e per questo re Carlo V gli concesse di poter fregiarsi di uno stemma raffigurante il vulcano in eruzione. Nel 1531 fu il primo europeo a risalire l'Orinoco in una spedizione che aveva come scopo la ricerca dell'El Dorado. Secondo i cronisti dell'epoca raggiunse la confluenza dell'Orinoco con l'Inírida, e trovò varie tribù bellicose di indigeni che gli ostruivano il cammino. Tentava di raggiungere una montagna, chiamata "La roccia di Eufoide" interamente costituita da smeraldi. Non la raggiunse mai, anche se il bottino della spedizione fu ingente. Nel rientrare verso la foce dell'Orinoco, contrasse una malattia mortale che lo uccise pochi mesi dopo.